# Elecciones parlamentarias de Israel de 2020
Las elecciones parlamentarias de Israel de 2020 se realizaron el 2 de marzo del mismo año, para conformar el vigésimo tercer (23.º) Knéset. Esto se debe a que la anterior conformación parlamentaria quedó disuelta por no haber logrado establecer un gobierno.

## Fecha de la elección
Dado que el plazo para formar un gobierno finalizó el 11 de diciembre a la medianoche, las elecciones fueron convocadas para 90 días después, por lo que se iban celebrar el 10 de marzo. Sin embargo, como eso entraría en conflicto con la festividad judía de Purim, las elecciones probablemente se celebrarán una semana antes, el 3 de marzo, o una semana más tarde, el 17 de marzo. Se tendría que aprobar un proyecto de ley de la Knésset para permitir que la fecha de la elección se cambie. La fecha del 3 de marzo coincide con un día conmemorativo israelí, por lo que Likud presionó para una fecha de elección en el 16 de marzo, mientras que Azul y Blanco quería una elección celebrada el 2 de marzo. Los dos partidos mayoritarios acordaron celebrar elecciones el 2 de marzo de 2020 y las votaciones requeridas por la Knésset tuvieron lugar los días 11 y 12 de diciembre.

## Sistema electoral

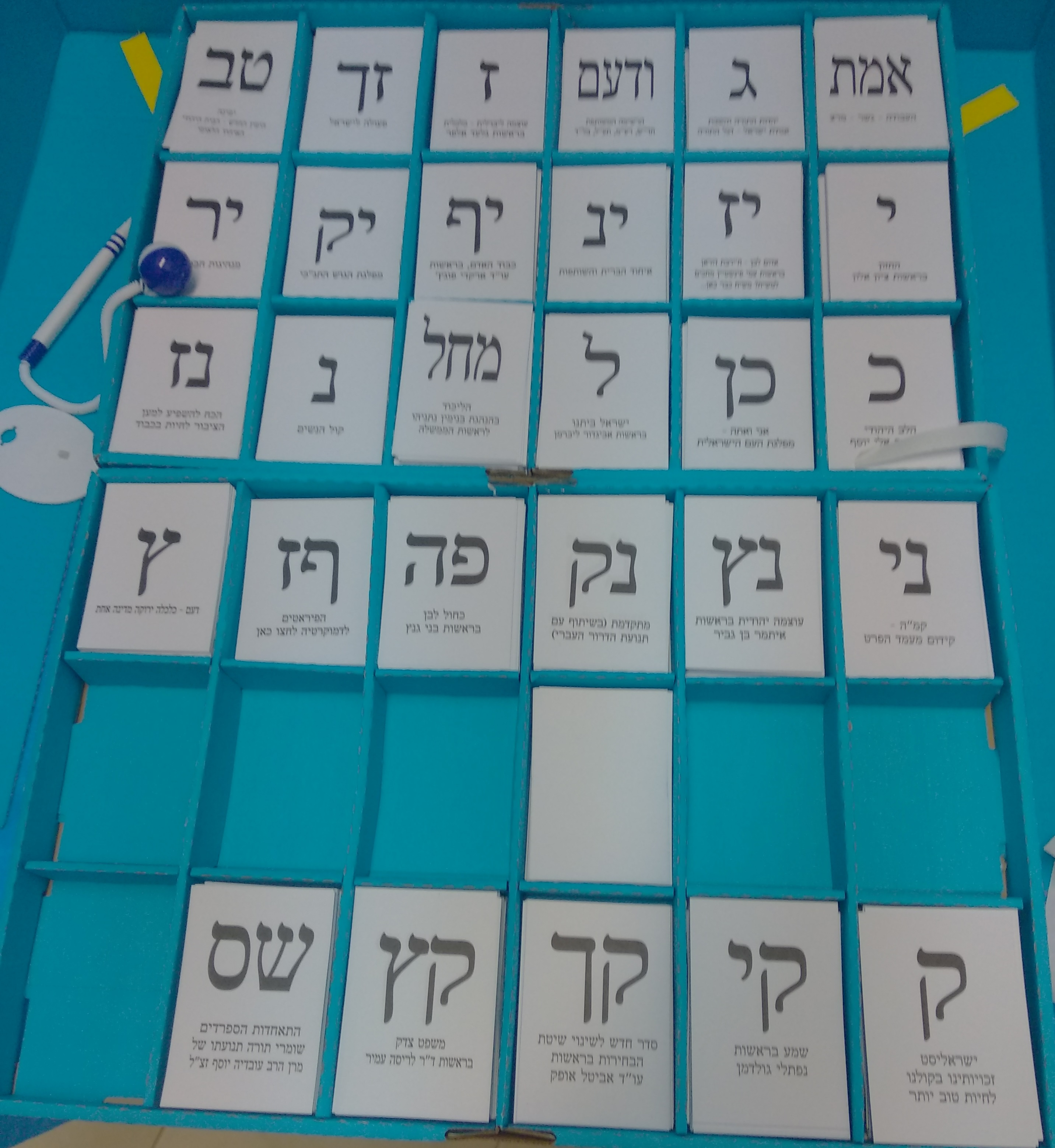
Papeletas usadas en la elección.

Los 120 escaños en el Knesset son elegidos por representación proporcional en una lista cerrada para una sola circunscripción nacional. El umbral electoral para la elección es de 3,25 %. En casi todos los casos, esto es equivalente a un tamaño mínimo de cuatro escaños, pero en raras ocasiones un partido puede terminar con tres.

## Resultados
|  | 29.46 % |

|  | 26.59 % |

|  | 12.67 % |

|  | 7.69 % |

|  | 5.98 % |

|  | 5.83 % |

|  | 5.74 % |

|  | 5.24 % |

|  | 0.42 % |

|  | 0.08 % |

|  | 0.06 % |

|  | 0.03 % |

|  | 0.03 % |

|  | 0.02 % |

|  | 0.02 % |

|  | 0.01 % |

|  | 0.01 % |

|  | 0.01 % |

|  | 0.01 % |

|  | 0.01 % |

|  | 0.01 % |

|  | 0.01 % |

|  | 0.01 % |

|  | 0.01 % |

|  | 0.01 % |

|  | 0.01 % |

|  | 0.01 % |

|  | 0.00 % |

|  | 0.00 % |

|  | 99.46 % |

|  | 0.54 % |

|  | 100.00 % |

|  | 69.83 % |

## Formación de gobierno
El 17 de mayo de 2020, 76 días después de las elecciones el líder de Azul y Blanco, Benny Gantz acordó la formación de un gobierno de coalición con Benjamín Netanyahu líder de Likud, a los que se le unieron: Shas, Yahadut Hatorah, Laborista (facción), Derekh Eretz, Guesher, Yamina (facción). Este alcanzó los 74 diputados. Las características principales del acuerdo son la rotación del cargo de primer ministro en la que Netanyahu lo ocupará por 18 meses y Gantz por otros 18 meses en ese orden y que Gantz será vice primer ministro del gobierno de Netanyahu y ministro de defensa.